# Grigore Emil Rădulescu
Grigore Emil Rădulescu (n. 24 martie 1947) este un fost deputat român în legislatura 2000-2004, ales în județul Prahova pe listele partidului PRM. Grigore Emil Rădulescu a fost membru în grupurile parlamentare de prietenie cu Republica Lituania și Regatul Thailanda. Grigore Emil Rădulescu a demisionat din Parlament pe data de 5 iunie 2004 și a fost înlocuit de deputatul Tănase Satnoianu.

## Legături externe
- Grigore Emil Rădulescu Arhivat în 1 decembrie 2022, la Wayback Machine. la cdep.ro